# 悪球打ち
悪球打ち（あっきゅううち）は、ストライクゾーンから外れたボール球を振りにいくために、結果四球による出塁が少ない、という打者の特性をあらわす野球の俗語。

## 概説
日本にメジャーリーグの巧打者が紹介された際、「バッドボール・ヒッター」と呼ばれていたものを直訳したものと思われる。
バッティングに対して「好球必打」のセオリーを強く意識する日本野球において、「悪球打ち」という言葉はいい意味に解釈されないことが多い。

### 英語表現
「悪球打ち」に相当する英語の表現には「フリー・スウィンガー」「バッドボール・ヒッター」という2種類があり、それぞれのあらわす意味は次のように異なる。
- フリー・スウィンガー

文字通り「どんな球でも振る」、選球眼に欠けているという意味を込めた表現。
日本語の「悪球打ち」は、こちらの意味に取られることが多い。
- バッドボール・ヒッター

ボール球にも積極的に手を出し、結果安打にする能力を持っている打者を指す表現。
打者のヒットゾーンがストライクゾーンより広い、という意味が込められる。